# Les Alleuds (Deux-Sèvres)
Les Alleuds è un comune francese di 299 abitanti situato nel dipartimento delle Deux-Sèvres nella regione della Nuova Aquitania.

## Società

### Evoluzione demografica
Abitanti censiti